# Arnulfo de Champanhe
Arnulfo é um Duque arnolfingo citado em 704 e em 723. Ele é o filho de Drogo, Duque de Champanhe e de Adaltruda. Drogo é o próprio filho de Pepino de Herstal, prefeito do palácio, e de Plectruda.

## Biografia
Ele foi criado com seus irmãos por sua bisavó materna Ansefleda. Uma nota falsa de 704 cita-o como "Duque da Borgonha", que Auguste Digot identifica com o Duque da Borgonha que menciona, infelizmente sem o nome, o autor da Vita Boniti e que São Bonito encoraja com sucesso a se sobmeter. Devido à idade de Arnulfo, provavelmente menor, esta identificação permanece improvável, o duque da Borgonha conhecido neste momento é seu pai Drogo. Em 714, seu avô, Pepino de Herstal exclui-o da sua sucessão como prefeito do palácio e escolheu como seu sucessor o seu primo Teodebaldo.
No entanto, ele herda diferentes domínios e fez duas doações ao mosteiro de Echternach, a primeira em 715 de uma área situada em Bollendorf, e a segunda em 721 de uma vinha em Klotten.
Mas Carlos Martel, filho de Pepino de Herstal e sua concubina Alpaida, aproveitando-se de uma guerra entre a Nêustria e Austrásia foge, repele os nêustrios e remove Plectruda e Teodebaldo para tomar o poder em 717. Em 723, Arnulfo conspira com seus irmãos Godofredo e Pepino e se revolta, mas ele é submetido por Carlos Martel. Carlos Martel aprisiona Arnulfo e um de seus irmãos, provavelmente Pepino, a quem deixa morrer na prisão.